# Miksa Róth
Pour les articles homonymes, voir Roth.
Dans le nom hongrois Róth Miksa, le nom de famille précède le prénom, mais cet article utilise l’ordre habituel en français Miksa Róth, où le prénom précède le nom.
 (juillet 2025).
Miksa Róth (Pest, 26 décembre 1865 — Budapest, 14 juin 1944) est un artiste hongrois en vitrail et mosaïque. Il a notamment travaillé aux vitraux du Parlement hongrois et aux mosaïques de la façade de la Banque turque, tous deux à Budapest.